# Erik Spring
Erik Alfred Spring, född 23 juli 1928 i Helsingfors, död där 12 december 2004, var en finländsk fysiker. 
Spring blev student 1947, filosofie kandidat 1957, filosofie licentiat 1962 och filosofie doktor i Helsingfors 1963. Han var anställd bland annat som arbetsstudieman och fysiker vid porslinsfabriken Arabia i Helsingfors 1947–1960, assistent och forskare vid Helsingfors universitet 1960–1966, chefsfysiker på strålbehandlingskliniken vid Helsingfors universitetscentralsjukhus (HUCS) 1966–1971 och forskarprofessor vid Finlands Akademi 1971–1974. Han blev 1973 innehavare av den så kallade Pippingsköldska professuren i tillämpad fysik vid Helsingfors universitet och pensionerades 1992. Hans vetenskapliga skrifter behandlar främst kärnfysik, medicinsk fysik och under de sista åren idrott (skidlöpningens fysik).

## Utmärkelser
- Riddartecknet av I klass av Finlands Vita Ros’ orden,  1988[1]

[Redigera Wikidata]